# Benibotarus taygetanus
| | Abb. 1: Halsschild, Rippen auf der rechten Bildhälfte koloriert |
| |                                                                 |
| Abb. 2: Linke Flügeldecke, unten Kopie koloriert Gelb: S, Flügeldeckennaht; grün: Nebenrippen blau: 1. bis 3. Hauptrippe, 1. nach hinten verjüngt |                                                                 |

Benibotarus taygetanus ist ein Käfer aus der Familie der Rotdeckenkäfer (Lycidae). Die Gattung Benibotarus ist in Europa mit zwei Arten vertreten. Die Art Benibotarus taygetanus gehört zur Untergattung Sibetarus und ist der einzige Vertreter dieser Untergattung in Europa. Der in Südosteuropa beheimatete Käfer kommt in Mitteleuropa selten vor. Er ist in der Roten Liste gefährdeter Arten Deutschlands unter der Kategorie 1 (vom Aussterben bedroht) geführt. Der Käfer wird leicht mit dem Scharlachroten Netzkäfer (Gattung Dictyoptera) verwechselt.

## Bemerkungen zu Namen und Synonymen
Reitter beschreibt 1907 den Käfer unter dem Namen Dictyopterus Fiedleri. Er vermerkt hinter dem Namen n. sp., was bedeutet, dass er den Käfer als neue Art einstuft. Zum Namen bemerkt Reitter: Ein gut erhaltenes Stück dieses interessanten Käfers erbeutete Herr Dr. C. Fiedler, (Suhl in Thüringen) in Herkulesbad bei Mehadia, das er die Güte hatte mir zu überlassen und nach dem es benannt wurde.  Erst 1987 wird erkannt, dass der bereits 1905 von Pic unter dem Namen Dictyoptera taygetanus beschriebene Käfer zur gleichen Art gehört. Der Artname taygetanus weist auf den Fundort im Taygetos-Gebirge in Griechenland hin.
Die Gattung Benibotarus wird erst 1933 (Ausgabe Dez. 1932) durch Kono als neue Untergattung der Gattung Dictyoptera eingeführt.  Der Gattungsname Benibotarus ist vom japanischen Wort für die Rotdeckenkäfer benihotaru (ベニボタル) abgeleitet, in dem die Wortwurzel ホタル (hotaru, h in der Wortmitte zu b assimiliert) für Leuchtkäfer steckt. Die Untergattung Sibetarus mit Benibotarus taygetanus als Typus wird 1991 von Bocák & Bocáková eingeführt. Der Name ist ein Kunstwort aus simple und Benibotarus und bezieht sich auf die Anzahl der Reihen von Zellen zwischen den Rippen der Flügeldecken.

## Beschreibung des Käfers
Der knapp einen Zentimeter große Käfer ist schwarz, Halsschild und Flügeldecken aber zinnoberrot. Die Körperteile sind nur wenig gehärtet.
Der kleine Kopf wird von oben durch den Halsschild verdeckt. Auf der Stirn sitzen zwischen den Einlenkungsstellen der Fühler zwei durch eine Furche getrennte Fühlerbeulen. Die elfgliedrigen Fühler sind schlank, das zweite Fühlerglied ist breiter als lang und nur etwa halb so lang wie das dritte, letzteres halb so lang wie das vierte. Das Endglied ist fast um die Hälfte länger als das zehnte. Die Fühler sind schwarz, die zwei Basisglieder braun, die Spitze des Endglieds gelb.
Der Halsschild ist breiter als der Kopf und schmaler als die Flügeldecken. Er verbreitert sich nach hinten bis zur schwach doppelbuchtigen Basis. Diese ist etwas breiter als der Halsschild lang ist. Alle Ränder des Halsschilds sind erhaben, der Vorderrand gerundet vorgezogen. Der Halsschild trägt deutliche Rippen, die eine gestreckte Raute bilden (in Abb. 1 rechts blau). Die spitzen Winkel liegen vorn und hinten, von den seitlich liegenden stumpfen Winkeln läuft je eine Rippe auf den Seitenrand des Halsschilds zu (in Abb. 1 rechts grün), bei Dictyoptera erreicht diese den Seitenrand, bei Benibotarus nicht (Abb. 1).
Das schwarze Schildchen ist wenig länger als breit, verjüngt sich nach hinten kaum und ist dort schwach eingeschnitten.
Flügeldecken und Halsschild sind äußerst fein und wenig auffällig rötlich behaart.
Die Flügeldecken sind netzförmig, was der ehemalige Gattungsname Dictyoptera/us (von altgriechisch δίκτυον díktyon für Netz und πτερόν pterón für Flügel) zum Ausdruck bringt. Die 'Maschen' sind in Reihen angeordnet, die durch Längsrippen getrennt sind. Bei Dictyoptera wechseln sich regelmäßig vier dickere mit dünneren Rippen ab, bei Benibotarus sind drei kräftig ausgebildete Hauptrippen (in Abb. 2 blau 1 bis 3) und die deutlich schwächer ausgebildeten Nebenrippen (in Abb. 2 grün) unregelmäßig ausgebildet. Die erste Hauptrippe wird nach hinten zunehmend schwächer und ist in der hinteren Hälfte der Flügeldecke nicht stärker ausgebildet als die Nebenrippen. Bei der Untergattung Sibetarus liegt zwischen dieser Rippe und der Flügeldeckennaht nur eine Reihe von Maschen, deswegen steckt das englische Wort simple (engl. einfach) im Namen der Untergattung. Lediglich im Bereich des Schildchens ist eine kurze Nebenrippe zwischen Naht und erster Hauptrippe ausgebildet und entsprechend sind dort zwei Reihen von Maschen vorhanden. Im hinteren Flügeldeckenbereich bildet die zweite Hauptrippe die erste erhabene Rippe, und zwischen ihr und der Flügeldeckennaht liegen drei Reihen von Maschen.
Die Beine sind relativ schwach ausgebildet. Alle Tarsen sind  fünfgliedrig.

## Biologie
Der Käfer wird meist im Juni und Juli gefunden. Es wird vermutet, dass die Käfer relativ kurzlebig sind. Sie fliegen ungern und legen dabei nur kurze Strecken zurück. Die sehr seltene Art gilt als Urwaldrelikt und wird in alten Wäldern gefunden. Dabei scheint sie nicht an eine bestimmte Baumart gebunden zu sein, da sie sowohl in alten Eichenwäldern als auch in Kiefernwäldern und in Griechenland in Tannenwäldern gefunden wird. Da der Käfer häufig gekäschert wird, scheint er sich vornehmlich in der Krautschicht aufzuhalten. Aus Ungarn wird die Art von warmen und schattigen Standorten gemeldet. Gewöhnlich werden Höhenlagen von dreihundert bis achthundert Meter angegeben, in Griechenland dagegen liegen die Fundorte höher in Bergwäldern.

## Verbreitung
Anfänglich nur aus Südosteuropa und dem östlichen Zentraleuropa bekannt, wurden inzwischen auch westlichere Funde gemeldet. Nach dem derzeitigen Stand gibt es Funde aus Frankreich (Elsass und Pyrenäen), Deutschland, Österreich, Polen (nur im Süden), Tschechien und der Slowakei, Kroatien, Bosnien und Herzegowina, Ungarn, Rumänien und Griechenland.